# Tirora
Tirora is een nagar panchayat (plaats) in het district Gondia van de Indiase staat Maharashtra.

## Demografie
Volgens de Indiase volkstelling van 2001 wonen er 22.527 mensen in Tirora, waarvan 50% mannelijk en 50% vrouwelijk is. De plaats heeft een alfabetiseringsgraad van 75%.